# Hampton (Illinois)
Hampton és una població dels Estats Units a l'estat d'Illinois. Segons el cens del 2000 tenia 1.626 habitants.

## Demografia
Segons el cens del 2000, Hampton tenia 1.626 habitants, 631 habitatges, i 480 famílies. La densitat de població era de 397,3 habitants/km².
Dels 631 habitatges en un 28,5% hi vivien nens de menys de 18 anys, en un 66,6% hi vivien parelles casades, en un 7,1% dones solteres, i en un 23,9% no eren unitats familiars. En el 20,3% dels habitatges hi vivien persones soles l'11,1% de les quals corresponia a persones de 65 anys o més que vivien soles. El nombre mitjà de persones vivint en cada habitatge era de 2,56 i el nombre mitjà de persones que vivien en cada família era de 2,95.
Per edats la població es repartia de la següent manera: un 23,1% tenia menys de 18 anys, un 7,1% entre 18 i 24, un 25,5% entre 25 i 44, un 30,8% de 45 a 60 i un 13,5% 65 anys o més.
L'edat mediana era de 41 anys. Per cada 100 dones de 18 o més anys hi havia 94,1 homes.
La renda mediana per habitatge era de 48.438 $ i la renda mediana per família de 59.375 $. Els homes tenien una renda mediana de 42.134 $ mentre que les dones 25.063 $. La renda per capita de la població era de 22.492 $. Aproximadament el 5,4% de les famílies i el 7,3% de la població estaven per davall del llindar de pobresa.

## Poblacions properes
El següent diagrama mostra les poblacions més properes.